# Amicale tarbaise d'escrime
 (septembre 2022).
Si vous disposez d'ouvrages ou d'articles de référence ou si vous connaissez des sites web de qualité traitant du thème abordé ici, merci de compléter l'article en donnant les références utiles à sa vérifiabilité et en les liant à la section « Notes et références ».
L'Amicale tarbaise d'escrime (ATE) est un club d'escrime français créé en 1921, implanté à Tarbes, enseignant principalement le sabre. Aujourd'hui, ce sont les maîtres Eric Maumus, Nicolas Lopez et Fabien Maumus qui assurent la formation des sabreurs.
Le maître d'armes René Geuna fut le fondateur de la section sabre de l'Amicale tarbaise d'escrime et son entraîneur. À la retraite, il est maintenant membre d'honneur du club. Depuis sa création, le club a été sacré onze fois champion de France par équipes au sabre. Il est également détenteur du record de titre nationaux consécutifs, à savoir dix (de 1999 à 2008). Toutes catégories confondues, le club possède 181 titres nationaux, auxquels s'ajoutent des titres mondiaux et olympiques remportées par ses membres.
C'est notamment par l'intermédiaire des centres d'animation sportive, organisés sur les heures d'éducation physique et sportive dans les collèges de Tarbes, que le maître Geuna a recruté ses sabreurs.
En 1983 que le club conquiert son tout premier titre de champion de France par équipe avec Franck Leclerc, Pierre Guichot, Patrice Van den Reysen et Lionel Martin. Il faut attendre 1990 pour que Gaël Touya gagne le premier titre mondial du club en cadet à Lyon. Il est ensuite suivi par d'autres camarades pour quatorze titres au total.

## Formation originale
Le maitre René Geuna institue la leçon collective, perpétuée par les actuels maîtres d'armes de l'ATE. Cette forme d'entrainement, qui tranche avec la grande tradition de la leçon « au plastron » au cours de laquelle l'escrimeur reçoit une leçon individuelle avec son maître d'armes, se compose d'un entrainement physique collectif et surtout de gammes permettant à deux escrimeurs de répéter et de perfectionner la majorité des gestes techniques possibles au sabre. Les gammes sont des enchainements de gestes techniques spécifiques que Geuna a agencés pour l'escrime au sabre (entre autres parades suivies de ripostes et contre-ripostes, touches sur les différentes parties de la surface valable, actions au fer, contre attaques) que le sabreur répète avec un partenaire, en augmentant progressivement la vitesse d'exécution et en se déplaçant, mais en essayant toujours d'observer le plus grand relâchement possible afin d'assurer une disponibilité optimale (pouvoir réagir à n'importe quelle situation de façon adaptée).
La leçon collective se compose, entre autres choses, de situations « technico-tactiques ». Lors de ces situations, il s'agit pour l'un des deux adversaires ou pour les deux, de réaliser des touches en respectant certaines consignes pouvant orienter, augmenter ou restreindre les possibilités d'action de l'un ou des deux sabreurs.

## Palmarès sénior
| SENIOR                                                     | Or (37) | Argent (32) | Bronze (41) |
| Jeux olympiques Sabre Sept médailles                       | Gaël Touya, équipe en 2004 · Damien Touya, équipe en 2004 · Nicolas Lopez, équipe en 2008 | Pierre Guichot, équipe en 1984 · Damien Touya, équipe en 2000 · Nicolas Lopez, individuel en 2008 | Damien Touya, individuel en 1996 |
| Championnat du monde Sabre et fleuret Quinze médailles     | Damien Touya, équipe en 1997 · Gaël Touya, équipe en 1997 · Damien Touya, individuel ene 1999 · Damien Touya, équipe en 1999 · Nicolas Lopez, équipe en 2006                                                | Gaël Touya, équipe en 1998 · Damien Touya, équipe en 1998 · Anne-Lise Touya, équipe en 1999 · Nicolas Lopez, équipe en 2007 | Annick Level, équipes en 1970 (fleuret) · Pierre Guichot, équipe en 1987 · Damien Touya, individuel en 1997 · Anne-Lise Touya, individuel en 2000 · Anne-Lise Touya, équipe en 2000 · Nicolas Lopez, équipe en 2005                                                            |
| Championnats d'Europe Sabre Huit médailles                 | Damien Touya, individuel en 1996 · Damien Touya, équipe en 1999 · Anne-Lise Touya, individuel en 2000 | Anne-Lise Touya, équipe en 2000 · Nicolas Lopez, équipe en 2001 | Nicolas Lopez, individuel en 2005 · Nicolas Lopez, équipe en 2007 · Nicolas Lopez, équipe en 2009 |
| Universiade Sabre et fleuret Douze médailles               | Annick Level, équipe en 1963 (fleuret) · Maxence Lambert, équipe en 2015 · Fabien Ballorca, équipe en 2015                                                                                                  | Annick Level, individuel en 1963 (fleuret) · Gaël Touya, individuel en 1993 · Gaël Touya, équipe en 1993 · Gaël Touya, équipe en 1995 | Annick Level, équipe en 1965 (fleuret) · Annick Level, équipe en 1966 (fleuret) · Gaël Touya, individuel en 1995 · Fabien Ballorca, équipe en 2013 · Arthur Zatko, équipe en 2013                                                                                              |
| Coupe d'Europe des clubs champions Sabre Une médaille      | Équipe en 2009 | | |
| Championnats de France 66 médailles                        | Annick Level : 1962 et 1964 (fleuret) · Gaël Touya : 2000 · Anne-Lise Touya : 2000 · Nicolas Lopez : 2005, 2006, 2008 et 2012 · Équipe : 1983, 1999, 2000, 2001, 2002, 2003, 2004, 2005, 2006, 2007 et 2008 | Équipe : 1951 (épée) · Philippe Delrieu 1981 · Pierre Guichot 1983 et 1988 · Franck Leclerc : 1986 · Damien Touya : 1998 · Anne-Lise Touya : 1999 · Nicolas Lopez : 2001 et 2007 · Jean-Philippe Patrice : 2016 · Équipe (hommes) : 1997, 1998, 2010 et 2013 · Équipe (femmes) : 1999 | Franck Leclerc : 1984 · Damien Touya : 1994, 1995 et 1999 · Gaël Touya : 1995 · Jean-Baptiste Semmartin : 2005 · Flora Palu : 2008 · Nicolas Lopez : 2011 · Maxence Lambert : 2017 et 2018 · Équipe : 1979, 1980, 1981, 1984, 1987, 1990, 1991, 1992, 1994, 2009, 2014 et 2016 |
| Championnat de France d'escrime artistique Trois médailles | Équipe : 1996, 1997 et 1999 | | |

## Membres notables

### Présidents
- Roger Courtés
- Michel Ducos (1982 - 2000)
- Hérvé Saint Mezard (2000 - 2008)
- Bruno Hirt (depuis 2008)

### Maîtres d'armes
- René Geuna (1973 - 2000)
- Joël Saint Mezard (fleuret depuis 1985 ; artistique depuis 1999)
- Frédéric Baylac (1991 - 2013 ; 2017)
- Franck Leclerc (1990 - 1999)
- Eric Maumus (depuis 1999)
- Benjamin Manano (2006 - 2009)
- Pierre Mione (2006 - 2016)
- Fabien Maumus (depuis 2017)
- Nicolas Lopez (depuis 2017)

### Escrimeurs
- Philippe Delrieu (premier sabreur de l'ATE à avoir participé à des compétitions internationales)
- Pierre Guichot
- Franck Leclerc
- Damien Touya
- Gaël Touya
- Anne-Lise Touya
- Nicolas Lopez
- Gildas Cousin
- Simon Bedel
- Flora Palu
- Maxence Lambert
- Charles Colleau
- Fabien Ballorca
- Maxime Pianfetti
- Hugo Soler
- Annick Level
- Georges Lassalle
- Roger Courtés